# Landgericht Auerbach
Das Landgericht Auerbach war ein von 1841 bis 1879 bestehendes bayerisches Landgericht älterer Ordnung mit Sitz in Auerbach in der Oberpfalz im heutigen Landkreis Amberg-Sulzbach. Die Landgerichte waren im Königreich Bayern Gerichts- und Verwaltungsbehörden, die 1862 in administrativer Hinsicht von den Bezirksämtern und 1879 in juristischer Hinsicht von den Amtsgerichten abgelöst wurden.

## Geschichte
Im Jahr 1841 wurden vom Landgericht Eschenbach 23 Gemeinden abgetrennt, die zum neu gegründeten Landgericht Auerbach kamen. Im Jahr 1862 wurde das Bezirksamt Eschenbach durch den Zusammenschluss der Landgerichtsbezirke Auerbach und Eschenbach gebildet.
Das Landgericht Auerbach wurde mit der Einführung des Gerichtsverfassungsgesetzes 1879 zum Amtsgericht Auerbach in der Oberpfalz umbenannt.